# Collobrières
Collobrières este o comună în departamentul Vaucluse din sud-estul Franței. În 2009 avea o populație de 1.843 de locuitori.

## Evoluția populației
| An        | 1975  | 1982  | 1990  | 1999  | 2006  | 2009  |
| --------- | ----- | ----- | ----- | ----- | ----- | ----- |
| Populație | 1.135 | 1.337 | 1.435 | 1.596 | 1.691 | 1.843 |